# Николаев
Вижте пояснителната страница за други значения на Николаев.
Никола̀ев или Микола̀ив (на украински: Миколаїв, на руски: Николаев) е град в Южна Украйна, административен център на Николаевска област. Разположен е при вливането на река Ингул в естуара на Южен Буг, на 65 km от неговото вливане в Черно море. Населението на града към 1 януари 2022 г. е 470 011 души.

## История
Основан е през 1789 година от Григорий Потьомкин като корабостроителен център за поддръжка на руския черноморски флот. Наречен е на Свети Николай в чест на превземането на крепостта Очаков на Никулден, 1788 година.
През 1867 г. е открито училище за децата на имигранти от балканските страни с цел образованието на бъдещ политически елит на Балканите.
При избухването на Балканската война в 1912 година има един доброволец от Николаев в Македоно-одринското опълчение.
В Николаев възстановява двореца на културата „Младеж“, за да създаде две модерни зали за 1100 и 400 зрители. Амбициозен проект на града ще струва повече от 350 милиона UAH.

## Население

### Етнически състав
Численост и дял на етническите групи според преброяването на населението през 2001 г. (над 500 души):
| Етническа група              | Численост | Дял (в %) |
| Общо                         | 509 102   | 100,00    |
| Украинци                     | 370 010   | 72,67     |
| Руснаци                      | 117 458   | 23,07     |
| Българи                      | 4 198     | 0,82      |
| Беларуси                     | 3 918     | 0,76      |
| Евреи                        | 2 797     | 0,54      |
| Арменци                      | 2 112     | 0,41      |
| Молдовани                    | 1 724     | 0,33      |
| Азербайджанци                | 913       | 0,17      |
| Татари                       | 744       | 0,14      |
| Поляци                       | 691       | 0,13      |
| Румънци                      | 609       | 0,11      |
| Корейци                      | 579       | 0,11      |
| Германци                     | 512       | 0,10      |
| Други и не самоопределили се | 2 837     | 0,55      |

### Езици
Численост и дял на населението по роден език, според преброяването на населението през 2001 г.:
| Роден език             | Численост | Дял (в %) |
| Общо                   | 509 102   | 100,00    |
| Руски                  | 289 224   | 56,81     |
| Украински              | 214 710   | 42,17     |
| Български              | 1 287     | 0,25      |
| Арменски               | 887       | 0,17      |
| Беларуски              | 449       | 0,08      |
| Молдовски              | 447       | 0,08      |
| Цигански               | 248       | 0,04      |
| Други или неопределени | 1 850     | 0,36      |

## Побратимени градове
Николаев е побратимен с:
- Батуми, Грузия (от 1995 г.)
- Триест, Италия (от 1996 г.)
- Бурса, Турция (от 2001 г.)
- Галац, Румъния (от 2002 г.)
- / Тираспол, Молдова/Приднестровие (от 2005 г.)
- Плевен, България (от 2005 г.)
- Москва, Русия (от 2005 до 2022 г.)
- Лион, Франция (от 2006 г.)
- Боржоми, Грузия (от 2006 г.)
- Джин Джоу, Китай (от 2009 г.)
- Могильов, Беларус (от 2009 г.)
- Глазгоу, Шотландия (от 2023 г.)

## Известни личности
Родени в Николаев
- Владимир Василев (р. 1967), писател
- Александър Поджио (1798 – 1873), революционер

Други
- Петър Абрашев (1866 – 1930), български политик, завършва гимназия през 1887
- Симеон Ванков (1858 – 1937), офицер, завършва гимназия през 1877
- Георги Кирков (1867 – 1919), български публицист, учи в града през 1879 – 1886
- Алеко Константинов (1863 – 1897), български писател, завършва гимназия през 1881
- Константин Никифоров (1856 – 1891), български офицер, завършва гимназия през 1870-те
- Петър Пешев (1858 – 1931), български политик, завършва гимназия през 1880
- Христо Славейков (1862 – 1935), български политик, завършва гимназия през 1870-те
- Теодор Теодоров (1859 – 1924), български политик, завършва гимназия през 1883
- Димитър Тончев (1859 – 1937), български политик, завършва гимназия през 1880
- Никола Чернокожев (1849 – 1879), български просветен деец, завършва гимназия през 1870-те